# 國立基輔莫希拉大學

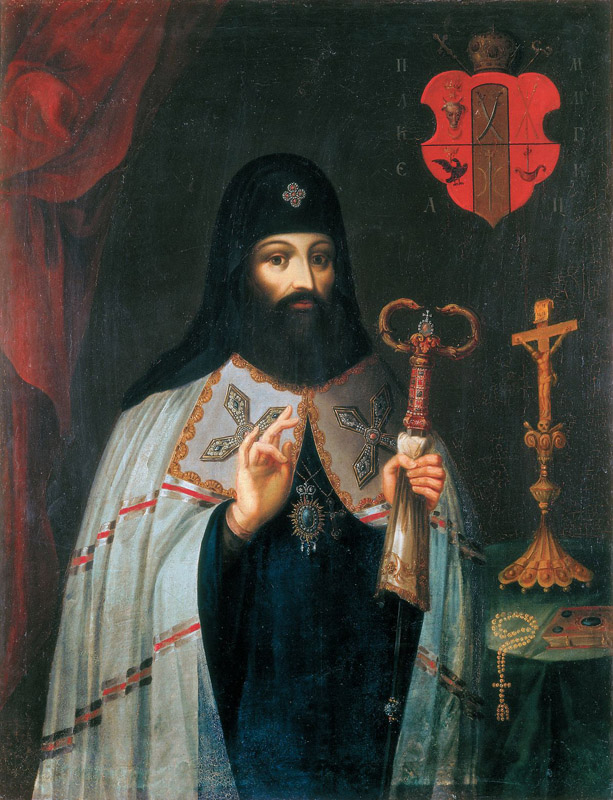
都主教佩卓·莫訶拉肖像

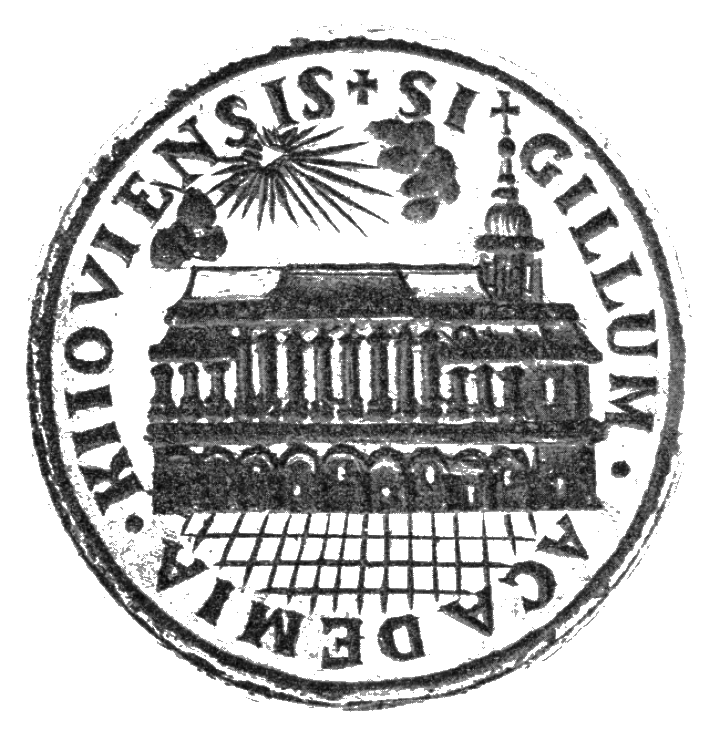
校印

基輔莫訶拉院國立大學（羅馬化：Natsionalnyi universytet "Kyievo-Mohylianska akademiia"）是烏克蘭首都基輔的一所研究型大學。
基輔莫訶拉院國立大學位於基輔波迪爾區既有的修道院學院區。1991年改組，次年開始教學。基輔莫訶拉院國立大學擁有烏克蘭教育和科學部概述的最高級別的認證，是烏克蘭擁有研究型自治大學地位的十三所教育機構之一。基輔莫訶拉院國立大學參加了許多國際大學合作，例如歐洲大學協會。該大學採用烏克蘭語和英語雙語教學。它是烏克蘭為數不多的擁有國際認可文憑的大學之一。

## 歷史
基輔莫訶拉院國立大學的前身是1615年創立的基輔弟兄修道院。
1632年，與基輔基輔洞窟修道院的教育機構合併，成為基輔第一個高等教育機構，以基輔、加利西亞及全俄羅斯的都主教佩卓·莫訶拉為名，取名為基輔莫訶拉學院（拉丁語：Collegium Kijovense Mohileanum）或莫訶拉學院（波蘭語：Akademia Mohylańska）。
1817年，俄皇亞歷山大一世下令關閉莫訶拉學院。
1819年其業務轉移至新成立的基輔神學院，且只對供現有神職人員子女就學，且要職主要由聖彼得堡神學院的校友擔任。
而普通大學的需求，也使得俄皇尼古拉一世於1834年下令開辦另一所大學，後來成為今日的基輔大學。
隨著蘇聯末期的经济改革政策，以及1991年烏克蘭獨立，基輔莫訶拉院國立大學重新開辦。
1995年6月，重新開辦後，第一屆的6位畢業生獲得學位。
1996年7月3日，烏克蘭政府核准設於梅科萊夫的分校。
2008年12月10日，梅科萊夫分校正式改組為佩卓·莫訶拉黑海國立大學。

## 學術單位
- 人文科學院[5]
- 經濟學院[6]
- 資訊學院[7]
- 法學院[8]
- 自然科學院[9]
- 社會科學與科技學院[10]